# André Aumerle
André Aumerle (16 de fevereiro de 1907 — 24 de outubro de 1990) foi um ciclista francês que competia no ciclismo de estrada e pista. Representou França nos Jogos Olímpicos de Verão de 1928, realizados na cidade de Amsterdã.